# 510 př. n. l.

## Události
Starověké Řecko:
- Počátek tradice ekklésií
- konec tyranie v Athénách (vyhnání Hippiáse)

Starověký Řím
- začátek římského období republiky, konec římské doby královské (poslední král Tarquinius Superbus).

## Hlavy států
Perská říše:
- Dareios I.